# Lijst van Eerste Kamerleden 1932-1935
Lijst van Eerste Kamerleden 1932-1935 geeft een overzicht van de leden van de Nederlandse Eerste Kamer in de periode tussen de verkiezingen van 1932 en de verkiezingen van 1935. De zittingsperiode van de Eerste Kamer ging in op 20 september 1932 en eindigde op 16 september 1935. 
De Eerste Kamer telde 50 leden, gekozen door de leden van Provinciale Staten in de elf provincies. Eerste Kamerleden werden gekozen voor een termijn van zes jaar; om de drie jaar werd de helft van de Eerste Kamer vernieuwd.
| Naam                           | politieke partij                      | KG  | begindatum        | einddatum         | refs   |
| ------------------------------ | ------------------------------------- | --- | ----------------- | ----------------- | ------ |
| Jan Andriessen                 | Roomsch-Katholieke Staatspartij       | II  | 18 juli 1933      | 07-06-1937 [ e ]  | [ 1 ]  |
| Anne Anema                     | Anti-Revolutionaire Partij            | IV  | 20 september 1932 | 07-06-1937 [ e ]  | [ 2 ]  |
| Hubert van Asch van Wijck      | Anti-Revolutionaire Partij            | I   | 25 januari 1933   | 16 september 1935 | [ 3 ]  |
| Samuel van den Bergh           | Vrijheidsbond                         | III | 17-09-1929 [ g ]  | 16 september 1935 | [ 4 ]  |
| Henricus Blomjous              | Roomsch-Katholieke Staatspartij       | I   | 17-09-1929 [ g ]  | 16 september 1935 | [ 5 ]  |
| Paul Briët                     | Anti-Revolutionaire Partij            | IV  | 2 november 1932   | 07-06-1937 [ e ]  | [ 6 ]  |
| Adrianus de Bruijn             | Roomsch-Katholieke Staatspartij       | I   | 17-09-1929 [ g ]  | 16 september 1935 | [ 7 ]  |
| Schelto van Citters            | Anti-Revolutionaire Partij            | II  | 20 september 1932 | 07-06-1937 [ e ]  | [ 8 ]  |
| Piet Danz                      | Sociaal-Democratische Arbeiderspartij | IV  | 20 september 1932 | 07-06-1937 [ e ]  | [ 9 ]  |
| Pieter Diepenhorst             | Anti-Revolutionaire Partij            | II  | 20 september 1932 | 07-06-1937 [ e ]  | [ 10 ] |
| Pieter Droogleever Fortuyn     | Vrijheidsbond                         | IV  | 20 september 1932 | 07-06-1937 [ e ]  | [ 11 ] |
| David van Embden               | Vrijzinnig-Democratische Bond         | III | 17-09-1929 [ g ]  | 16 september 1935 | [ 12 ] |
| Dirk Fock                      | Vrijheidsbond                         | I   | 17-09-1929 [ g ]  | 16 september 1935 | [ 13 ] |
| Joan Gelderman                 | Vrijheidsbond                         | II  | 20 september 1932 | 07-06-1937 [ e ]  | [ 14 ] |
| Nicolaas de Gijselaar          | Christelijk-Historische Unie          | IV  | 20 september 1932 | 07-06-1937 [ e ]  | [ 15 ] |
| Jan ter Haar                   | Christelijk-Historische Unie          | III | 17-09-1929 [ g ]  | 16 september 1935 | [ 16 ] |
| Joan Heerkens Thijssen         | Roomsch-Katholieke Staatspartij       | III | 17-09-1929 [ g ]  | 16 september 1935 | [ 17 ] |
| Louis Hermans                  | Sociaal-Democratische Arbeiderspartij | II  | 20 september 1932 | 07-06-1937 [ e ]  | [ 18 ] |
| Abraham van der Hoeven         | Christelijk-Historische Unie          | IV  | 20 september 1932 | 07-06-1937 [ e ]  | [ 19 ] |
| François Janssen               | Roomsch-Katholieke Staatspartij       | I   | 17-09-1929 [ g ]  | 16 september 1935 | [ 20 ] |
| Carolus Janssen de Limpens     | Roomsch-Katholieke Staatspartij       | I   | 17-09-1929 [ g ]  | 16 september 1935 | [ 21 ] |
| Petrus de Jong                 | Roomsch-Katholieke Staatspartij       | I   | 17-09-1929 [ g ]  | 16 september 1935 | [ 22 ] |
| Hendrik Knottenbelt            | Vrijheidsbond                         | IV  | 24 oktober 1933   | 07-06-1937 [ e ]  | [ 23 ] |
| Gualthérus Kolff               | Christelijk-Historische Unie          | II  | 14 maart 1935     | 07-06-1937 [ e ]  | [ 24 ] |
| Jan Koster                     | Vrijheidsbond                         | IV  | 20 september 1932 | 8 september 1933  | [ 25 ] |
| Roelof Kranenburg              | Vrijzinnig-Democratische Bond         | I   | 17-09-1929 [ g ]  | 16 september 1935 | [ 26 ] |
| Willem van Lanschot            | Roomsch-Katholieke Staatspartij       | I   | 17-09-1929 [ g ]  | 16 september 1935 | [ 27 ] |
| Maup Mendels                   | Sociaal-Democratische Arbeiderspartij | II  | 20 september 1932 | 07-06-1937 [ e ]  | [ 28 ] |
| George Michiels van Kessenich  | Roomsch-Katholieke Staatspartij       | I   | 17-09-1929 [ g ]  | 16 september 1935 | [ 29 ] |
| Piet Moltmaker                 | Sociaal-Democratische Arbeiderspartij | I   | 17-09-1929 [ g ]  | 16 september 1935 | [ 30 ] |
| Franciscus Nivard              | Roomsch-Katholieke Staatspartij       | IV  | 20 september 1932 | 07-06-1937 [ e ]  | [ 31 ] |
| Frans Ossendorp                | Sociaal-Democratische Arbeiderspartij | IV  | 20 september 1932 | 07-06-1937 [ e ]  | [ 32 ] |
| Jan Otten                      | Vrijzinnig-Democratische Bond         | II  | 24 april 1934     | 07-06-1937 [ e ]  | [ 33 ] |
| Jan Oudegeest                  | Sociaal-Democratische Arbeiderspartij | III | 17-09-1929 [ g ]  | 16 september 1935 | [ 34 ] |
| Henri Polak                    | Sociaal-Democratische Arbeiderspartij | III | 17-09-1929 [ g ]  | 16 september 1935 | [ 35 ] |
| Rommert Pollema                | Christelijk-Historische Unie          | III | 17-09-1929 [ g ]  | 16 september 1935 | [ 36 ] |
| Carry Pothuis-Smit             | Sociaal-Democratische Arbeiderspartij | III | 17-09-1929 [ g ]  | 16 september 1935 | [ 37 ] |
| Anthon van Rappard             | Vrijheidsbond                         | II  | 10 september 1935 | 07-06-1937 [ e ]  | [ 38 ] |
| Eltjo Rugge                    | Sociaal-Democratische Arbeiderspartij | II  | 20 september 1932 | 07-06-1937 [ e ]  | [ 39 ] |
| Henk Ruijter                   | Roomsch-Katholieke Staatspartij       | II  | 20 september 1932 | 07-06-1937 [ e ]  | [ 40 ] |
| Alexander van Sasse van Ysselt | Roomsch-Katholieke Staatspartij       | I   | 17-09-1929 [ g ]  | 16 september 1935 | [ 41 ] |
| Bonifacius de Savornin Lohman  | Christelijk-Historische Unie          | I   | 17-09-1929 [ g ]  | 16 september 1935 | [ 42 ] |
| Antonius Schoemaker            | Roomsch-Katholieke Staatspartij       | II  | 20 september 1932 | 07-06-1937 [ e ]  | [ 43 ] |
| Jos Serrarens                  | Roomsch-Katholieke Staatspartij       | III | 17-09-1929 [ g ]  | 16 september 1935 | [ 44 ] |
| Marcus Slingenberg             | Vrijzinnig-Democratische Bond         | IV  | 2 november 1932   | 31 juli 1935      | [ 45 ] |
| Harm Smeenge                   | Vrijheidsbond                         | II  | 20 september 1932 | 9 mei 1935        | [ 46 ] |
| Alphonsus Steger               | Roomsch-Katholieke Staatspartij       | IV  | 20 september 1932 | 07-06-1937 [ e ]  | [ 47 ] |
| Aart de Veer                   | Anti-Revolutionaire Partij            | I   | 17-09-1929 [ g ]  | 12 december 1932  | [ 48 ] |
| Michiel Visser                 | Roomsch-Katholieke Staatspartij       | III | 17-09-1929 [ g ]  | 16 september 1935 | [ 49 ] |
| Willem de Vlugt                | Anti-Revolutionaire Partij            | III | 17-09-1929 [ g ]  | 16 september 1935 | [ 50 ] |
| Jan de Vos van Steenwijk       | Christelijk-Historische Unie          | II  | 20 september 1932 | 27 februari 1935  | [ 51 ] |
| Willem de Vos van Steenwijk    | Christelijk-Historische Unie          | II  | 20 september 1932 | 07-06-1937 [ e ]  | [ 52 ] |
| Willem Werker                  | Vrijzinnig-Democratische Bond         | IV  | [ o ] [ p ]       | 07-06-1937 [ e ]  | [ 53 ] |
| Jan Westerdijk                 | Vrijzinnig-Democratische Bond         | II  | 20 september 1932 | 7 februari 1934   | [ 54 ] |
| Floor Wibaut                   | Sociaal-Democratische Arbeiderspartij | III | 17-09-1929 [ g ]  | 16 september 1935 | [ 55 ] |
| Joseph IJsselmuiden            | Roomsch-Katholieke Staatspartij       | II  | 20 september 1932 | 9 mei 1933        | [ 56 ] |
| Arie de Zeeuw                  | Sociaal-Democratische Arbeiderspartij | IV  | 20 september 1932 | 07-06-1937 [ e ]  | [ 57 ] |